# Phontana
Gonzalo Ezequiel Fontana (Morón, 9 de abril de 1999), conocido en el ámbito artístico como Phontana, es un productor musical, compositor y disc jockey argentino, reconocido por su trabajo con artistas del género urbano como Rei, Duki, Neo Pistea, Quevedo, Luck Ra, Rusherking y BM, entre otros, y por combinar instrumentos analógicos y digitales. Entre 2020 y 2023, sus composiciones «Pininfarina Remix», «Fernet», «M.A (Mejores Amigos)» y «La Morocha» lograron ingresar en las listas de éxitos en plataformas digitales y alcanzaron la certificación de disco de platino.

## Biografía

### Inicios y década de 2010
Phontana nació en Morón el 9 de abril de 1999. Aunque empezó a interesarse en la música desde su infancia, fue en el año 2018 que inició su carrera profesional como productor discográfico, mientras cursaba una Licenciatura en Artes Electrónicas.
Inicialmente trabajó con artistas emergentes como Nissa, Lautaro López y Ava Wink, y en el año 2020 logró reconocimiento en su país tras producir la canción de Rei «Pininfarina Remix», en la que finalmente se incorporaron los artistas Neo Pistea y Duki. El sencillo logró la certificación de disco de platino al superar las cien millones de reproducciones. Su colaboración con Rei continuó en el álbum debut Reicing, en el que se desempeñó como productor.

### Década de 2020 y actualidad
En junio de 2022, Phontana produjo el sencillo «Fernet» para los artistas Rei y Quevedo. La canción apareció en la lista de éxitos Billboard Hot 100 y superó los 85 millones de reproducciones en las plataformas YouTube y Spotify. En septiembre del mismo año estrenó su producción «M.A (Mejores Amigos)» junto al cantautor BM. A las dos semanas de su lanzamiento, la canción logró ubicarse en las tendencias de YouTube Argentina y se convirtió en una de las cincuenta canciones más escuchadas de Spotify a nivel mundial, logrando ubicarse en el primer lugar de dicha plataforma en países como Argentina, Chile, Bolivia, Paraguay y Uruguay. Asimismo, la canción se mantuvo por más de ocho semanas consecutivas en la lista de éxitos Billboard Hot 100 en su país, acumulando más de 320 millones de reproducciones entre Spotify y YouTube.De acuerdo con el Spotify Wrapped 2023 a finales de ese año «M.A (Mejores Amigos)» alcanzó la cuarta posición en el ranking anual de las canciones más escuchadas en el territorio argentino. 
En marzo de 2023 se presentó en el Festival Lollapalooza Argentina como técnico y operador de sonido junto con Rei. Un mes después colaboró con Lola Índigo, La Joaqui, Alan Gómez y Callejero Fino en la versión remix de «M.A (Mejores Amigos)».
A principios de julio del año 2023 Phontana fue el productor de «La Morocha», track en el que participan los artistas Luck Ra y BM, con Julieta Poggio como actriz protagonista del videoclip.La canción se convirtió rápidamente en un éxito en plataformas digitales, ingresando a los puestos más altos de los charts sudamericanos y superando las siete semanas consecutivas en el puesto número uno del Billboard Hot 100 Argentina. 
Finalizó el mencionado año siendo uno de los productores del disco debut «Lejos De Casa» del artista argentino Lautaro López. 
En enero de 2024 se estrenó «Una Más», canción en la que Phontana produjo a dúo junto al DJ Alan Gómez y que cuenta con la interpretación de BM. Se trata de un track pegadizo con un ritmo veraniego que muestra en su videoclip una nueva faceta de BM.Posteriormente en febrero produciría el primer cuarteto del artista Rei que lleva por título «A La Mitad» y cuya temática se encuentra dirigida a las personas que el amor les falló pero que están dispuestas a dar una segunda oportunidad. 
En marzo del mismo año fue productor en el sencillo «La Nave» del primer mixtape del artista chileno Aqua VS. Además, fue coproductor del tributo titulado «Entre La Playa Ella y Yo (New Era)» del artista cartagenero Big Yamo junto a las figuras argentinas Rusherking, BM y Peipper. La versión fue bien recibida por el público y rápidamente ingresó en tendencias de plataformas digitales en países como Argentina, Chile y Uruguay, entre otros.En abril produjo «Ladrona» una canción perteneciente al proyecto "Runfla" del artista Emanero en colaboración con BM, Mario Luis y Onda Sabanera.
En mayo Phontana participó de los Premios Carlos Gardel 2024, donde «La Morocha» obtuvo el galardón a la Mejor Canción De Cuarteto. La canción, además, estuvo nominada a las categorías Canción Del Año y Grabación del Año.Dos días después, el productor musical formaría parte del segundo álbum de estudio del artista Rei titulado «C.D.M», allí colaboró con la producción de cuatro canciones: «Pa Empezar», «Pa Los Pilotos» junto a Danilo Montana, «Mucho De Todo» junto a Obie Wanshot y Neo Pistea, y «Un Montón» junto a Duki.Pocos meses después, en septiembre, Rei anunció el estreno de «CDM Deluxe», álbum que Phontana volvió a ser participe de la producción.
Finalizando el año, Fontana, fue el productor de la canción titulada «ELEUSECA» de la cantante y actriz La Joaqui dedicada a su pareja Luck Ra.Ademas, escaló hasta las posiciones más altas en los charts nacionales con la canción «Despójate Vol.2» de los artistas BM, Callejero Fino y Hernán y La Champions Liga.
En marzo de 2025 incursionó en un nuevo género, el reggae, produciendo el sencillo «Amor De VeraNO» para la banda La T y La M. La canción rápidamente obtuvo popularidad, primero fue reconocida con el Hot Shot Debut por la revista Billboard Argentina.Poco tiempo después, el 21 de junio de 2025, alcanzó el puesto 5 en el Billboard Hot 100.Incluso logró la quinta posición en el chart de Spotify Argentina y la octava en el chart de Spotify y Apple Music en Uruguay. Durante el mencionado mes, también fue el productor del primer álbum de estudio del artista Matías Fisher, titulado «Trece».

## Premios y nominaciones
Premios Gardel
| Año  | Categoría(s)              | Nominación | Resultado | Ref.          |
| ---- | ------------------------- | ---------- | --------- | ------------- |
| 2024 | Canción Del Año           | La Morocha | Nominado  | [ 44 ] [ 45 ] |
| 2024 | Grabación Del Año         | La Morocha | Nominado  | [ 44 ] [ 45 ] |
| 2024 | Mejor Canción De Cuarteto | La Morocha | Ganador   | [ 44 ] [ 45 ] |

## Discografía

### Como productor
| Año  | Canción                              | Artista(s)                                                                   | Notas |
| ---- | ------------------------------------ | ---------------------------------------------------------------------------- | ----- |
| 2018 | «Extrañandote»                       | Nissa                                                                        |       |
| 2019 | «Quisiera Remix»                     | Lautaro López, Nissa, Valentín Reigada, Uve Sad, Alejo Zurita, Federico Iván |       |
| 2019 | «Para olvidarte»                     | Nissa                                                                        |       |
| 2020 | «Pininfarina»                        | Rei                                                                          |       |
| 2020 | «Pininfarina Remix»                  | Rei, Neo Pistea, Duki                                                        |       |
| 2020 | «Realidad»                           | Lautaro López                                                                |       |
| 2020 | «Para olvidarte Pt. 2»               | Nissa                                                                        |       |
| 2020 | «Mutado»                             | Nissa                                                                        |       |
| 2020 | «Mala»                               | Valentín Reigada, Nissa                                                      |       |
| 2020 | «Desconocidos»                       | Nissa                                                                        |       |
| 2020 | «Distantes»                          | Nissa                                                                        |       |
| 2020 | «Aeropuerto»                         | Lautaro López                                                                |       |
| 2021 | «El Amor Que Yo Le Dí»               | Nissa                                                                        |       |
| 2021 | «Actitud»                            | Nissa                                                                        |       |
| 2021 | «Cargado De Dolor»                   | Nissa                                                                        |       |
| 2021 | «Chico Triste»                       | Nissa                                                                        |       |
| 2022 | «M.A. (Mejores Amigos)»              | BM                                                                           |       |
| 2022 | «Fernet»                             | Rei, Quevedo, Marlku                                                         |       |
| 2022 | «Somos nosotros»                     | Rei                                                                          |       |
| 2022 | «Señorita»                           | BM, El Villano                                                               |       |
| 2022 | «Esa noche»                          | BM, Bandido                                                                  |       |
| 2022 | «Vete con él»                        | BM                                                                           |       |
| 2022 | «Ojo por ojo Remix»                  | Papichamp, BM, The La Planta                                                 |       |
| 2022 | «Motoquera»                          | Neo Pistea, Rei                                                              |       |
| 2022 | «Lejos de ti»                        | Federico Iván, Lautaro López                                                 |       |
| 2022 | «Amor deportivo»                     | Rei, Bandido                                                                 |       |
| 2022 | «Aros 20»                            | Rei, Obie Wanshot                                                            |       |
| 2022 | «Voy en tercera»                     | Rei                                                                          |       |
| 2022 | «XL»                                 | Arse, 44 Kid, Nissa, Lautaro López                                           |       |
| 2022 | «La sensación»                       | Valentín Reigada, FIM Records                                                |       |
| 2022 | «Me amarás Remix»                    | Lautaro López, Nissa, FIM Records                                            |       |
| 2022 | «27 Club»                            | Nissa, Lautaro López                                                         |       |
| 2022 | «El amor que yo le di»               | Nissa, Federico Iván                                                         |       |
| 2022 | «Balance»                            | Ava Wink                                                                     |       |
| 2022 | «Cuéntales»                          | Ava Wink                                                                     |       |
| 2022 | «Ven Mami»                           | BM                                                                           |       |
| 2023 | «Haciéndolo»                         | Valentín Reigada                                                             |       |
| 2023 | «Empoderada»                         | KifyKify                                                                     |       |
| 2023 | «Baby de Baires»                     | Gabriel Gros                                                                 |       |
| 2023 | «Solo quiero alcohol»                | Omar Varela, BM                                                              |       |
| 2023 | «Playa y amor»                       | Zava, Kifykify                                                               |       |
| 2023 | «M.A. (Mejores Amigos) Remix»        | BM, Lola Índigo, La Joaqui, Alan Gómez, Callejero Fino                       |       |
| 2023 | «Hice Lo Que Quise»                  | Nissa, Tadu Vázquez                                                          |       |
| 2023 | «Paradise»                           | Nissa, Federico Iván                                                         |       |
| 2023 | «Alto Voltaje»                       | Nissa                                                                        |       |
| 2023 | «En Mi Barrio»                       | Danilo Montana                                                               |       |
| 2023 | «Humo Blanco»                        | Lautaro López, Tobi                                                          |       |
| 2023 | «TRIP»                               | LUANA, Lalo Ebratt                                                           |       |
| 2023 | «Turrita»                            | Rei, BM                                                                      |       |
| 2023 | «DIME SI ERES FELIZ VOL.2»           | Hernán Y La Champions Liga, BM                                               |       |
| 2023 | «La Morocha»                         | Luck Ra, BM                                                                  |       |
| 2023 | «Te Esperaré»                        | Lautaro López                                                                |       |
| 2023 | «17:17»                              | Lautaro López, LUANA                                                         |       |
| 2023 | «Hasta Lo Más Puro»                  | Lautaro López                                                                |       |
| 2023 | «Donde Estoy»                        | Lautaro López                                                                |       |
| 2023 | «Guapo»                              | Nissa y Federico Iván                                                        |       |
| 2023 | «Juzgaban»                           | Nissa, Ramma y Federico Iván                                                 |       |
| 2023 | «Ley De Atracción»                   | Nissa, Lautaro López y QuixSemell                                            |       |
| 2023 | «Grillete»                           | Nissa y QuixSemell                                                           |       |
| 2024 | «Una Más»                            | BM y Alan Gómez                                                              |       |
| 2024 | «A La Mitad»                         | Rei                                                                          |       |
| 2024 | «La Nave»                            | BM y Aqua VS                                                                 |       |
| 2024 | «CUBA»                               | Akim88                                                                       |       |
| 2024 | «Entre La Playa Ella y Yo (New Era)» | Big Yamo, Rusherking, BM y Peipper                                           |       |
| 2024 | «Ladrona»                            | Emanero, BM, Mario Luis, Onda Sabanera                                       |       |
| 2024 | «Me Molesta»                         | Soui Uno                                                                     |       |
| 2024 | «Pa Empezar»                         | Rei                                                                          |       |
| 2024 | «Pa Los Pilotos»                     | Rei, Danilo Montana                                                          |       |
| 2024 | «Mucho De Todo»                      | Rei, Obie Wanshot, Neo Pistea, Koki LS                                       |       |
| 2024 | «Un Montón»                          | Rei, Duki, Koki LS                                                           |       |
| 2024 | «Luz Verde»                          | Juli Martorell                                                               |       |
| 2024 | «Que Esperan???»                     | Matias Fisher                                                                |       |
| 2024 | «Ni Lo Intenten»                     | Matias Fisher                                                                |       |
| 2024 | «Eleuseca»                           | La Joaqui                                                                    |       |
| 2024 | «0 Noni»                             | Rei                                                                          |       |
| 2024 | «Chapa»                              | Rei                                                                          |       |
| 2024 | «Rítmico»                            | Rei                                                                          |       |
| 2024 | «Vos sabes papá»                     | Rei                                                                          |       |
| 2024 | «F1»                                 | Rei                                                                          |       |
| 2024 | «Despójate Vol.2»                    | BM, Callejero Fino y Hernán y La Champions Liga                              |       |
| 2024 | «A Tiempo Completo»                  | Matias Fisher                                                                |       |
| 2024 | «Voy De Naiky»                       | Matias Fisher                                                                |       |
| 2024 | «Corte Ranger»                       | Obie Wanshot, Rei                                                            |       |
| 2024 | «Mi Lucha»                           | Nissa                                                                        |       |
| 2024 | «Fresh & Clean»                      | Matias Fisher y Homer El Mero Mero                                           |       |
| 2024 | «Fua»                                | Nissa                                                                        |       |
| 2025 | «Fanático»                           | El Negro Tecla                                                               |       |
| 2025 | «Amor De VeraNO»                     | La T y La M                                                                  |       |
| 2025 | «Luna»                               | The La Planta y Malandro                                                     |       |
| 2025 | «I Got It»                           | Matias Fisher y Callejero Fino                                               |       |
| 2025 | «Intro»                              | Matias Fisher                                                                |       |
| 2025 | «Go Straight»                        | Matias Fisher                                                                |       |
| 2025 | «No Drugs, No Pills»                 | Matias Fisher                                                                |       |
| 2025 | «No Se Lo Esperaban»                 | Matias Fisher y Obie Wanshot                                                 |       |
| 2025 | «Cosas Pendientes»                   | Matias Fisher                                                                |       |
| 2025 | «Let Me Know»                        | Matias Fisher y Reality                                                      |       |
| 2025 | «Luz»                                | Matias Fisher                                                                |       |
| 2025 | «Le Pido a Dios»                     | Matias Fisher                                                                |       |
| 2025 | «Por Qué Opinan???»                  | Matias Fisher y Ramma                                                        |       |
| 2025 | «Interludio 13»                      | Matias Fisher                                                                |       |
| 2025 | «Freebars #3»                        | Matias Fisher                                                                |       |
| 2025 | «La Noche»                           | El Negro Tecla                                                               |       |